# Церковь Иоанна Богослова (Сынково)
Церковь Иоанна Богослова (Иоанно-Богословская церковь) — приходской православный храм в селе Сынково городского округа Подольск Московской области. Относится к Подольской епархии Русской православной церкви.

## История
Первые упоминания о храме относятся к 1628 году, когда в Сынкове находилась деревянная церковь Иоанна Богослова с приделом во имя святителя Николая — в приходных окладных книгах Патриаршего казенного приказа за 1628 год написано: «…церковь Ивана Богослова в вотчине Петра Мансурова в селе Медведкове, Сынково тож, декабря в 13 день на нынешний 1627 год, по жалованной несудимой грамоте, вдвое дани 16 алтын, наместничих 6 алтын, заезда 2 алтына взято, платил поп Евтифий». По писцовым книгам 1627—1629 годов село Сынково Московского уезда Ростовской волости «…за Петром Ивановичем Мансуровым старинная его вотчина, что была деда его родного Никифора Владимирова, жеребий села, а три жеребья за вдовою Марьею Парфеньевскою женою Мансурова с детьми Тимофеем и Василием Мансуровыми — старинная вотчина мужа её, а в селе церковь Иоанна Богослова, да в приделе Николы чудотворца древянна, клетцки, строение вотчинников и приходских людей…».
В 1755 году прихожанами храма на имя императрицы Елизаветы Петровны было направлено прошение с благословением на строительство новой церкви вместо старой и очень обветшавшей. Получив положительный ответ, новый деревянный храм в Сынкове был построен в 1757 году. Просуществовал он долее ста лет — до 1892 года, когда во время Великого поста в храме произошёл пожар и он сгорел. После этого жители увеличившегося в размерах Сынкова снова подали прошение о строительстве нового каменного храма. Получив добро, только к 1899 году были окончены работы по архитектурному проектированию здания, строительство которого началось в 1900 году. В 1906 году новопостроенный Иоанно-Богословский храм был торжественно освящен.
Архитектором Николаем Садовниковым храм задумывался в неовизантийском стиле, но по разным причинам не все авторские идеи были реализованы, и основные признаки, присущие византийским храмам, остались только в проектных эскизах. Иоанно-Богословский храм выполнен в стиле эклектики: одноглавый, крестово-купольный с трапезной и колокольней, папертью и двумя приделами — в честь иконы Божией Матери «Взыскание погибших» и святителя Николая Чудотворца.
Храм пережил Октябрьскую революцию, но в 1928 году арестовали его настоятеля арестовали, церковь закрыли, колокольня была разрушена. Здание храма было разорено: в нём сначала располагались мельница, затем — игрушечная фабрика и картонажный цех. Позже оно было заброшено. Дважды в 1970—1980 годах в здании бывшей церкви случались пожары, которые окончательно уничтожили настенные росписи и привели к полной потере изначальной кровли храма. Только после распада СССР, в 1992 году храм в плачевном, руинированном состоянии был передан новой православной общине. Началось его восстановление под руководством автора проекта реставрации — подольского архитектора-дизайнера Ивана Маратовича Зябина. Реставрация длилась с 1993 по 2010 год.
В настоящее время храм действует. Его настоятелем является протоиерей Александр Иванович Харламов.

### Священники
- Иоанн Львов (ок. 1702-?) — в 1740—1770-е[5]
- Дмитрий Иоаннов (1734-?) — в 1760-е, сын предыдущего
- Андрей Михайлов (Богословский) (ок. 1750/1753 — ?) — в 1780-е, племянник предыдущего[6]
- в 1812 году священника нет[7]
- Симеон Борисов — в 1810-е[8]
- Василий Иоаннов - в 1820—1850-е[9]